# Friedrich Meinzolt
Friedrich Meinzolt (* 18. Juli 1886 in Bächingen a.d.Brenz; † 31. Oktober 1984 in München) war ein deutscher Jurist.

## Werdegang
Friedrich Meinzolt wurde als Sohn des Pfarrers Christian Meinzolt und Sophie Meinzolt geb. Nägelsbach in Bächingen an der Brenz geboren. Unter seinen vier Geschwistern waren der Dekan von Ingolstadt Gottfried Meinzolt, der Staatssekretär und Synodale Hans Meinzolt und die Mitbegründerin der Evangelisch-Lutherischen Diakonissenanstalt Neuendettelsau Marie Meinzolt. 1923 heiratete er Martha Becker, mit der er vier Söhne hatte.
Nach dem Schulbesuch in Nördlingen (Progymnasium) und in Augsburg (Gymnasium St. Anna) studierte Friedrich Meinzolt die Jurisprudenz an der Friedrich-Alexander-Universität Erlangen-Nürnberg, Berlin und München. In Erlangen trat er im Wintersemester 1905/06 der christlichen Studentenverbindung Uttenruthia im Schwarzburgbund bei. Als Student war er von den Ideen Friedrich Naumanns begeistert und war kurzfristig Mitglied der Deutschen Volkspartei. Da er es ablehnte der NSDAP beizutreten, musste er die Tätigkeit als Staatsanwalt aufgeben.
Das zweite juristische Staatsexamen legte er im Dezember 1912 in Bayreuth ab und war zunächst als Rechtsanwalt in Nürnberg tätig.
Nach der Teilnahme am Ersten Weltkrieg trat er 1919 die Laufbahn im bayerischen Staatsdienst an. Es führte ihn von München über Augsburg (1925–1933 Richter am Landgericht), Frankenthal (1933–1937 Oberstaatsanwalt) zurück nach München (1937–1948 Richter am Oberlandesgericht, 1948–1954 Richter am Bayerischen Obersten Landesgericht).
Von 1946 bis 1971 war Friedrich Meinzolt Vorsitzender des Vereins für Innere Mission in München. Nach ihm wurde das Alten- und Pflegeheim Friedrich-Meinzolt-Haus in Dachau benannt.
Als Vertreter der Wohltätigkeitsorganisationen gehörte er von 1947 bis Ende 1967 dem Bayerischen Senat an und war zuletzt dessen Alterspräsident.

## Ehrungen
- 1966: Großes Verdienstkreuz der Bundesrepublik Deutschland
- 1967: Großes Verdienstkreuz mit Stern der Bundesrepublik Deutschland
- Bayerischer Verdienstorden